# Евуакпе
Евуакпе (д/н — бл. 1712) — 15-й великий оба (володар) держави Едо в 1701—1712 роках.

## Життєпис
Походив з однієї з молодших гілкох Другої династії. Старший син узами (аристократа) Акенузами Іґогбе та Евебоної. При народженні отримав ім'я Ідова . 1701 року після смерті великого оби Ореоґене батько Ідови, що був стриєчним братом померлому, відмовився від прав на трон. Ідова успадкував владу, змінивши ім'я на Евуакпе. Але оракул назвав його Егенеґа.
Був занадто молодий, недосвідчений і нетерплячий. Це призвело до низки проблем для нього. Першою його проблемою було те, що він не міг проводити умилосердні обряди в родовій святині Оби, як того вимагає традиція, оскільки його батько був ще живий. Невдовзі померла його мати. Для вшанування її наказав вперше за багато років принести численні людські жертви, що спричинило потужне повстання. Палац оби було взято в облогу. Зрештою Евуакпе з дружиною Іден втік до родинного поселення матері Ікоко.
Відповідно до рішення оракула та зі згоди дружини великий оба приніс її в жертву. Невдовзі ймовірно за допомогою жрецтва замирився з Аясе Н'Оде, іясою (головнокомандувачем), завяки чому відновився на троні. З цього часу іяса стає потужною особою, майже співправителем. З його допомогою було приборкано узама (знать) та місцевих вождів. Потім війська здійснили походи проти держав Ово, Есіті, Акута, Ібанре, Іда, Ідома, які за попередніх правителів Едо, стали незалежними. Ті вимушені були знову платити данини, але здійснювали це нерегулярно. Також успішними були походи проти держав Нупе, Укпілла та Інема. В останніх двох данину було взято залізом.
Евуакпе задля зміцнення влади великого оби та відновлення порядку поновив закон, за яким трон спадкував старший син правителя. Втім узама не схвально поставилися до цього. Помер великий оба 1712 року. По тому почалася боротьба за трон між його синами.